# معاملة المثليين في أندورا
قد يواجه الأشخاص  المثليون والمثليات ومزدوجو التوجه الجنسي والمتحولين جنسياً (اختصاراً: LGBT) في أندورا تحديات قانونية لا يواجهها غيرهم من المغايرين.
تم الاعتراف بالاتحادات المدنية، التي تمنح جميع مزايا الزواج، منذ عام 2014. بالإضافة إلى ذلك، يتم حظر التمييز على أساس التوجه الجنسي دستوريًا.

## قانونية النشاط الجنسي المثلي
تم إلغاء القانون الذي يحظر النشاط الجنسي المثلي في عام 1791. 
ويوجد تساوي في السن القانونية بين العلاقات الجنسية المغايرة والعلاقات الجنسية المثلية على سن 16، بغض النظر عن التوجه الجنسي و/أو الجندر.

## الاعتراف القانوني بالعلاقات المثلية
منذ عام 2005، يمكن للشركاء المثليين تسجيل شراكتهم تحت اسم «الاتحادات المستقرة للشركاء». في 2 يونيو 2014، عقب إعلان سابق، قدم «حزب الديمقراطيون من أجل أندورا» الحاكم مشروع قانون لإنشاء اتحادات مدنية. بعد أشهر من التشاور، اقترح بأن تكون الاتحادات المدنية مساوية للزواج في كل شيء ما عدا الاسم الذي تحمله في كلمة «زواج» وكان ذلك من أهم الأسباب التي جعلت حزب «الديمقراطيين من أجل أندورا» يصوتون لا على قانون الزواج الفاشل من نفس الجنس. كما يمنح قانون الاتحادات المدنية حقوق التبني المشتركة للشركاء المثليين. في 27 نوفمبر 2014، تمت الموافقة على مشروع القانون في تصويت 20 لصالحه مقابل 3 أصوات ضده مع امتناع عدة عن التصويت (20-3). في 24 ديسمبر 2014، تم نشر القانون في الجريدة الرسمية، بعد توقيع أحد الأميرين فرانسوا هولاند عليه (رئيس فرنسا هو أيضا أحد الأميرين في نظام الإمارة المشترك لأندورا) إذ أن توقيعا واحدا من أحد الأميرين في نظام الإمارة المشترك لأندورا يكفي لكي يصبح المشروع قانونا يطبق. دخل القانون حيز التنفيذ في 25 ديسمبر 2014.
أدانت جمعيات حقوق المثليين المحلية، التي يرأسها كارليس بيريا، قانون الاتحادات المدنية لعام 2014 باعتباره قانونًا تمييزيًا وبأن به العديد من العيوب القانونية. اقترحت الجمعيات إجراءً قضائيا للحصول على حق الزواج.

## التبني وتنظيم الأسرة
في أندورا، قبل عام 2014، لم يُسمح للشركاء المثليين بالتبني، لأن قانون التبني اعترف بذلك للأزواج المغايرين فقط. تم تغيير ذلك عندما تم تمرير قانون الاتحادات المدنية الذي يمنح حقوق التبني الكاملة في نوفمبر 2014 والذي دخل حيز التنفيذ في 25 ديسمبر 2014.

## الحماية من التمييز

خريطة أندورا مع علم فخر المثليين

تحظر أندورا التمييز وجرائم الكراهية على أساس الميول الجنسية منذ عام 2005.
في ديسمبر/كانون الأول 2008، حكمت المحكمة الدستورية بأن التوجه الجنسي مشمول في الأسباب المحظورة للتمييز في الدستور تحت فئة «أي سبب آخر».
تقارير التمييز ضد مجتمع المثليين نادرة للغاية. في عام 2000، قُتل شاب مثلي الجنس في البلاد بسبب ميوله الجنسية، مما أدى إلى غضب شعبي عارم. بالإضافة إلى ذلك، هناك حالات قليلة من الآباء الذين طردوا أطفالهم من منازلهم بسبب توجههم الجنسي. ومع ذلك، بشكل عام، يميل المجتمع الأندوري إلى أن يكون متسامحا للغاية مع المثلية الجنسية والعلاقات الجنسية المثلية، مع نسب قبول مرتفعة.

## التبرع بالدم
يمكن للرجال الذين يمارسون الجنس مع الرجال (MSM) التبرع بالدم إلى بنك كاتالونيا للدم وإلى «المبنى الفرنسي للدم» (بالفرنسية: Établissement Français du Sang)‏ بعد فترة تأجيل من عدم ممارسة الجنس مدتها عام واحد.

## المساواة في الهجرة
تقدم أندورا معاملة متساوية لجميع المواطنين فيما يتعلق بالهجرة لم شمل الأسرة، بغض النظر عن التوجه الجنسي.

## الرأي العام
وفقا لدراسة استقصائية أجراها معهد الدراسات الأندورانية عام 2013، فإن 70% من سكان أندورا يؤيدون زواج المثليين على الرغم من أنه غير معترف به ولايتم عقده في البلاد، بينما كان 19% فقط ضده، وكان 11% لم يقرروا بعد، أو رفضوا الإجابة.

## ملخص
| قانونية النشاط الجنسي المثلي                                        | (منذ عام 1791)                                      |
| المساواة في السن القانوني للنشاط الجنسي                             | Yes                                                 |
| قوانين مكافحة التمييز المتعلق بالتوجه الجنسي                        | (منذ عام 2005)                                      |
| قوانين مكافحة التمييز المتعلق بالهوية الجندرية                      | No                                                  |
| قوانين مكافحة خطاب الكراهية الموجه ضد التوجه الجنسي                 | (منذ عام 2005)                                      |
| قوانين مكافحة خطاب الكراهية الموجه ضد الهوية الجندرية والتعبير عنها | No                                                  |
| زواج المثليين                                                       | No                                                  |
| الاعتراف القانوني بالعلاقات المثلية                                 | (منذ عام 2005)                                      |
| تبني أحد الشريكين للطفل البيولوجي للشريك الآخر                      | (منذ عام 2011)                                      |
| التبني المشترك للأزواج المثليين                                     | (منذ عام 2011)                                      |
| يسمح للمثليين والمثليات الخدمة علناً في القوات المسلحة               | لا يوجد جيش                                         |
| الحق بتغيير الجنس القانوني                                          | No                                                  |
| علاج التحويل محظور على القاصرين                                     | No                                                  |
| الحصول على أطفال أنابيب للمثليات                                    | Yes                                                 |
| الأمومة التلقائية للطفل بعد الولادة                                 | No                                                  |
| تأجير الأرحام التجاري للأزواج المثليين من الذكور                    | (محظور على جميع الأزواج بغض النظر عن التوجه الجنسي) |
| السماح للرجال الذين مارسوا الجنس الشرجي بالتبرع بالدم               | (منذ عام 2011)                                      |